# Шаури, Рамадхани
Рамадхани Шаури (англ. Ramadhani Shauri; 23 октября 1992 Дар-эс-Салам, Танзания) — танзанийский боксёр, выступавший во второй полусредней весовой категории.

## Карьера
23 ноября 2008 года дебютировал на профессиональном ринге, проиграв техническим нокаутом Патрику Манни. 20 августа 2012 года провёл свой первый титульный поединок за пояс чемпиона Африканского континента по версии IBF. 3 августа 2014 года проиграл в бою за вакантный титул чемпиона мира среди юношей по версии IBO. 18 октября 2014 года проиграл российскому боксёру Висхану Мурзабекову в бою за вакантный титул чемпиона мира среди юношей по версии WBC. 11 декабря 2015 года проиграл немецкому боксёру Роберту Мессу в бою за титул чемпиона мира по версии GBC. 5 февраля 2017 года потерпел ещё одно поражение в бою за титул чемпиона по версии Восточной и Центральной Африканской боксёрской федерации. 14 июля того же года проиграл таиландскому непобеждённому боксёру Тева Кираму, на счету которого было 37 профессиональных побед в поединке за вакантный титул чемпиона Азии по версии WBA. 1 октября 2017 года провёл поединок за вакантный титул чемпиона по версии Африканского боксёрского союза против ранее не побеждённого Ситенли Эрибо, проиграл единодушным решением судей.